# Eiskunstlauf-Europameisterschaften 1987
Die 79. Eiskunstlauf-Europameisterschaften fanden vom 3. bis 8. Februar 1987 in Sarajevo statt.

## Ergebnisse

### Herren
| Platz | Sportler              | Land                   |
| ----- | --------------------- | ---------------------- |
| 1     | Alexander Fadejew     | Sowjetunion            |
| 2     | Wladimir Kotin        | Sowjetunion            |
| 3     | Wiktor Petrenko       | Sowjetunion            |
| 4     | Grzegorz Filipowski   | Polen                  |
| 5     | Falko Kirsten         | DDR                    |
| 6     | Richard Zander        | BR Deutschland         |
| 7     | Philippe Roncoli      | Frankreich             |
| 8     | Petr Barna            | Tschechoslowakei       |
| 9     | Oliver Höner          | Schweiz                |
| 10    | Frederic Harpages     | Frankreich             |
| 11    | Paul Robinson         | Vereinigtes Königreich |
| 12    | Oula Jaaskelainen     | Finnland               |
| 13    | Thomas Hlavik         | BR Deutschland         |
| 14    | Peter Johansson       | Schweden               |
| 15    | Alessandro Riccitelli | Italien                |
| 16    | Tomislav Čižmešija    | Jugoslawien            |
| 17    | Ralf Burghart         | Österreich             |
| 18    | Lars Dresler          | Dänemark               |
| 19    | András Száraz         | Ungarn                 |
| 20    | Przemysław Noworyta   | Polen                  |
| 21    | Jaroslav Suchý        | Tschechoslowakei       |
| 22    | Boiko Alexijew        | Bulgarien              |
| 23    | Fernando Soria        | Spanien                |

### Damen
| Platz | Sportlerin              | Land                   |
| ----- | ----------------------- | ---------------------- |
| 1     | Katarina Witt           | DDR                    |
| 2     | Kira Iwanowa            | Sowjetunion            |
| 3     | Anna Kondraschowa       | Sowjetunion            |
| 4     | Claudia Leistner        | BR Deutschland         |
| 5     | Susanne Becher          | BR Deutschland         |
| 6     | Claudia Villiger        | Schweiz                |
| 7     | Tamara Téglássy         | Ungarn                 |
| 8     | Natalia Skrabnewskaja   | Sowjetunion            |
| 9     | Iveta Voralová          | Tschechoslowakei       |
| 10    | Agnès Gosselin          | Frankreich             |
| 11    | Željka Čižmešija        | Jugoslawien            |
| 12    | Gina Fulton             | Vereinigtes Königreich |
| 13    | Helene Persson          | Schweden               |
| 14    | Yvonne Pokorny          | Österreich             |
| 15    | Stefanie Schmid         | Schweiz                |
| 16    | Beatrice Gelmini        | Italien                |
| 17    | Tiia-Riikka Pietikainen | Finnland               |
| 18    | Mirela Gawłowska        | Polen                  |
| 19    | Anita Thorenfeldt       | Norwegen               |
| 20    | Sandra Escoda           | Spanien                |
| 21    | Petja Gawasowa          | Bulgarien              |

### Paare
| Platz | Sportler                                  | Land                   |
| ----- | ----------------------------------------- | ---------------------- |
| 1     | Larissa Selesnjowa / Oleg Makarow         | Sowjetunion            |
| 2     | Jelena Walowa / Oleg Wassiljew            | Sowjetunion            |
| 3     | Katrin Kanitz / Tobias Schröter           | DDR                    |
| 4     | Lenka Knapová / René Novotný              | Tschechoslowakei       |
| 5     | Cheryl Peake / Andrew Naylor              | Vereinigtes Königreich |
| 6     | Sonja Adalbert / Daniele Caprano          | BR Deutschland         |
| 7     | Lisa Cushley / Neil Cushley               | Vereinigtes Königreich |
| 8     | Charline Mauger / Benoit Vandenberghe     | Frankreich             |
|       | Jekaterina Gordejewa / Sergei Grinkow (D) | Sowjetunion            |

- D = Disqualifiziert

### Eistanz
| Platz | Sportler                                | Land                   |
| ----- | --------------------------------------- | ---------------------- |
| 1     | Natalja Bestemjanowa / Andrei Bukin     | Sowjetunion            |
| 2     | Marina Klimowa / Sergei Ponomarenko     | Sowjetunion            |
| 3     | Natalja Annenko / Genrich Sretenski     | Sowjetunion            |
| 4     | Kathrin Beck / Christoff Beck           | Österreich             |
| 5     | Isabelle Duchesnay / Paul Duchesnay     | Frankreich             |
| 6     | Klára Engi / Attila Tóth                | Ungarn                 |
| 7     | Antonia Becherer / Ferdinand Becherer   | BR Deutschland         |
| 8     | Sharon Jones / Paul Askham              | Vereinigtes Königreich |
| 9     | Lia Trovati / Roberto Pelizzola         | Italien                |
| 10    | Věra Řeháková / Ivan Havránek           | Tschechoslowakei       |
| 11    | Corinne Paliard / Didier Courtois       | Frankreich             |
| 12    | Elizabeth Coates / Alan Abretti         | Vereinigtes Königreich |
| 13    | Stefania Calegari / Pasquale Camerlengo | Italien                |
| 14    | Honorata Górna / Andrzej Dostatni       | Polen                  |
| 15    | Andrea Weppelmann / Hendryk Schamberger | BR Deutschland         |
| 16    | Andrea Juklová / Martin Šimeček         | Tschechoslowakei       |
| 17    | Kinga Wertan / Janos Demeter            | Ungarn                 |
| 18    | Susanna Rahkamo / Petri Kokko           | Finnland               |
| 19    | Christina Bojanowa / Jawor Iwanow       | Bulgarien              |
| 20    | Desirée Schlegel / Patrik Brecht        | Schweiz                |
| 21    | Ursula Holik / Herbert Holik            | Österreich             |